# Cerro Colorado (Baja California)

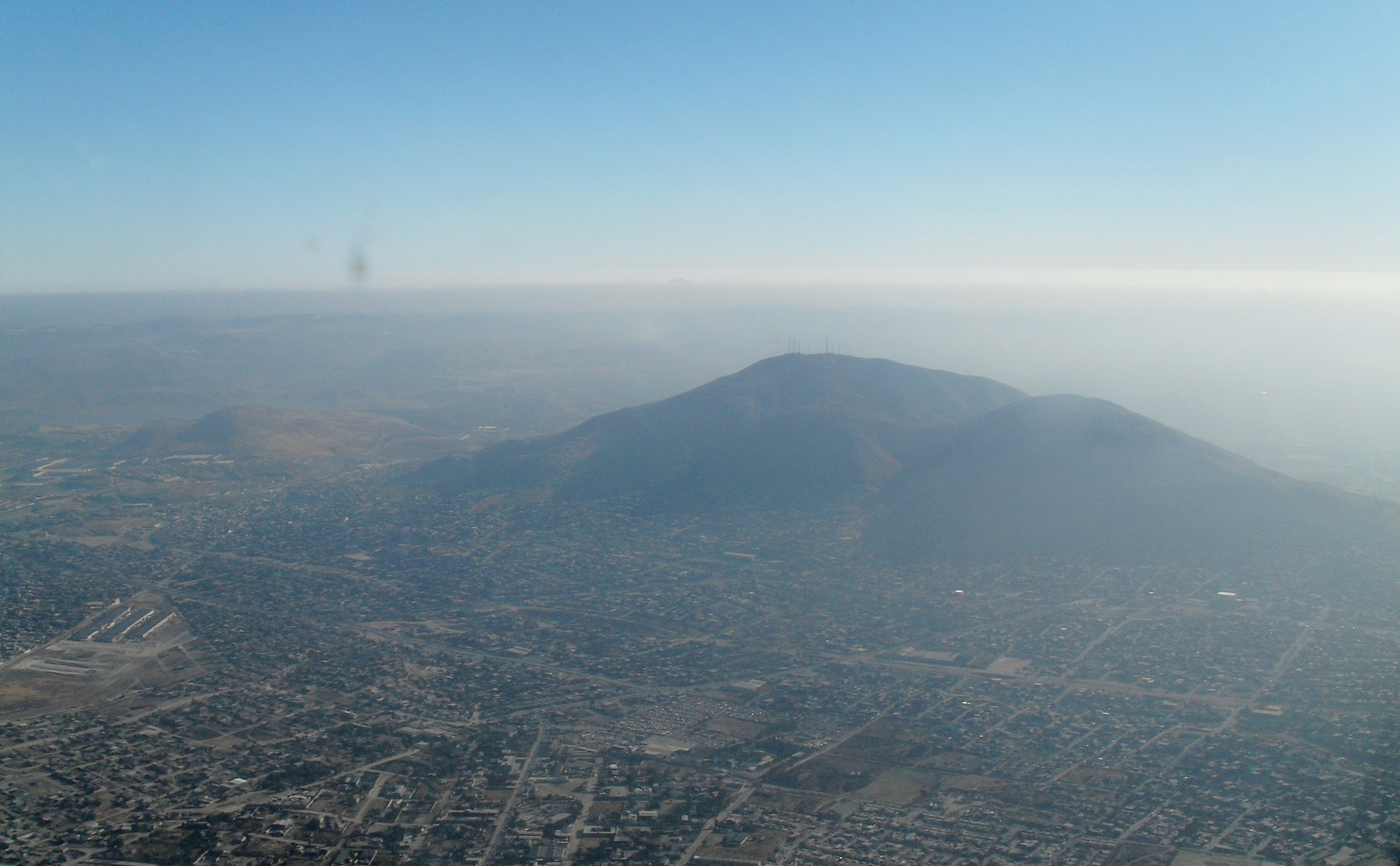
Cerro Colorado

El Cerro Colorado está ubicado en la ciudad de Tijuana. Es una de las elevaciones más altas dentro de la mancha urbana y la más icónica por su forma y ubicación.  

## Características
Debe su nombre al color rojizo característico de su tierra, que durante la temporada de secas es claramente visible. Está formado por dos "lomas", siendo la que flanquea el sur, una de las mayores elevaciones de la ciudad de Tijuana y ha sido considerado un ícono de referencia a lo largo de la historia de la ciudad. Hasta la década de los años 80 era un área casi despoblada, pero a partir de la década de 1990 el mayor crecimiento urbano de Tijuana se dio en sus alrededores y actualmente la mancha urbana lo ha rodeado completamente, e inclusive, subido por sus laderas hasta rodear la cuarta parte de su superficie, quedando el Cerro prácticamente en el centro geográfico de la ciudad. A partir del año 1999 en su cima se han instalado estaciones de radio y televisión aprovechando su elevación.
Por su magnífica elevación sobre el resto de la ciudad, es visitado constantemente por aquellos que gustan de una buena vista de sus alrededores En enero del 2017 se publicó en el Periódico Oficial del Estado la “Declaratoria de destino para área especial de Conservación del Cerro Colorado” con el fin de protegerle de la llegada de habitantes a sus laderas.
La naturaleza del suelo en Cerro Colorado es variada; sin embargo, los materiales de origen sedimentario son los más abundantes, en segundo lugar, se presentan rocas de origen volcánico y por último, rocas ígneas y metamórficas.

## Flora y fauna
Durante la mayor parte del año, el Cerro Colorado permanece sin vegetación en los flancos sur y este, debido a las altas temperaturas de la región y a los frecuentes incendios de pastizales. En parte de la ladera norte y oeste, así como en la cima, crece vegetación de chaparral propia de la región y resistente a la sequía como la jojoba, biznagas y otras cactáceas y también mantiene su propia fauna, tal como liebres, conejos, correcaminos, ratones de campo, halcones, cuervos y serpientes de cascabel, siendo este pequeño ecosistema, uno que no se encuentra en otras partes de la ciudad.

## Clima
El clima mantiene la misma temperatura promedio que el resto de la ciudad, aunque es bañado profusamente por la brisa nocturna, y ha registrando ocasionales heladas cuando las temperaturas invernales bajan lo suficiente. En ocasiones, con la llegada de frentes fríos, la cima del cerro se ve cubierta de nieve o granizo, por lo que blanquea ocasionalmente.